# 王日神社
王日神社（おうひじんじゃ）は、長野県中野市諏訪町に鎮座する神社である。隣には北信地方最大の中世の方形館跡である高梨氏館跡がある。

## 祭神
建御名方神・天水分神・軻遇突智神の三神である。

## 概要
創祀年代は不詳。王日神社は和名抄記載の日野郷中野の地に鎮座する神社であった。昔は、王日神社の東にある大平山（王日良山）、現在の鴨ヶ嶽（688ｍ）に鎮座し日野社と称していた。 領主高梨氏の崇敬をうけ、1351年（観応2年）高梨氏の居城のそばの現社地に遷座。天正年間洪水により社殿流失。1592年（文禄元年）に再建。1810年（文化七年）4月、さらに本殿を改築し、1864年（元治元年）8月、王日神社と改称。1873年（明治六年）6月郷社に列せられた。境内の左手に松尾社（少彦名命）。境内の右手、社務所の前に秋葉神（軻遇突智神）、拝殿の左手に西宮神社（八重事代主命）が祀られている。

## 祭日
- 1月1日 歳旦祭
- 2月11日 紀元祭
- 3月上旬 秋葉祭
- 4月27日 祈年祭（春祭）
- 6月30日 大祓祭
- 7月中旬 祇園祭
- 10月13日、10月14日　例祭（秋祭）
- 11月中旬 西之宮祭
- 11月23日 新嘗祭
- 12月上旬 松尾祭
- 12月27日 大祓祭[1]

## 歴史
- 1351年（観応2年） 高梨氏の居城のそばの現社地に遷座。日野社と称していた。
- 1578年（天正6年） 天正年間洪水により社殿流失。
- 1592年（文禄元年） 再建。
- 1810年（文化7年）4月 本殿を改築。
- 1864年（元治元年）8月 王日神社と改称。
- 1873年（明治6年）6月 郷社に列せられた[1]。
- 1908年（明治41年）3月 天水分神（鴨ヶ嶽社）は王日神社に合祀。
- 1909年（明治42年）4月 軻遇突智神は王日神社に合祀。